# 朱季𰊺
通城榮順王朱季（1413年—1483年），明朝楚藩第二代通城王，通城莊靖王朱孟燦的長子。

## 生平
宣德三年（1428年），封鎮國將軍。天順元年（1457年），襲封通城王。
成化十九年（1483年），朱季𰊺去世，享年七十一歲，諡號榮順。

## 家庭

### 妻
- 妃劉氏，初冊為鎮國將軍夫人，天順元年（1457年）冊為通城王妃

### 子
- 嫡長子：輔國將軍朱均鍔[4][5]
- 嫡第二子：輔國將軍→通城僖穆王（追封）朱均钃
- 庶第三子：輔國將軍→鎮國將軍朱均釪[4][6]

### 女
- 嫡長女：会同郡君，儀賓熊宁[7]